# Volodymyr Galanternyk
 (mars 2025).
 (mars 2025).
 (mars 2025).
Si vous disposez d'ouvrages ou d'articles de référence ou si vous connaissez des sites web de qualité traitant du thème abordé ici, merci de compléter l'article en donnant les références utiles à sa vérifiabilité et en les liant à la section « Notes et références ».
Volodymyr Ilitch Galanternyk, en ukrainien : Володимир Ілліч Галантерник,  est un homme d’affaires, homme politique et philanthrope ukrainien, connu pour son engagement dans la politique régionale à Odessa, en Ukraine. Il est également le fondateur de la Fondation caritative MIR.

## Jeunesse et éducation
Volodymyr Galanternyk est né et a grandi à Odesa, en Ukraine. Il a accompli deux années de service militaire obligatoire avant de poursuivre des études supérieures. Il a obtenu des diplômes de l'Académie d'architecture et de génie civil ainsi que de l'Université d'Odesa, où il a ensuite soutenu sa thèse de doctorat.

## Carrière
Résidant actuellement à Londres, Volodymyr Galanternyk a constitué un portefeuille d’entreprises diversifié comprenant des sociétés de construction, des projets immobiliers, des centres commerciaux et de divertissement, ainsi que le marché Privoz à Odesa,.

### Politique
Volodymyr Galanternyk a été actif dans la politique régionale à Odesa. Il a exercé la fonction de député au sein du Conseil régional d'Odesa, représentant le parti du président Viktor Iouchtchenko, Notre Ukraine (Nascha Ukrajina). Après 2010, il s'est rapproché du parti politique Doviryai Dilam, associé au maire d'Odesa.
En 2016, un conflit politique a éclaté entre le maire d'Odesa et l'ancien chef de l'Administration régionale d'Odesa, Mikheil Saakachvili, entraînant une lutte de pouvoir entre les élites locales. L’un des objectifs majeurs était d’affaiblir le parti du maire, ainsi que Hennadiy Trukhanov lui-même et ses soutiens, dont Galanternyk.
Après la nomination d’un proche de Mikheil Saakachvili, Gizo Uglava, à un poste de haut niveau au sein des agences ukrainiennes de lutte contre la corruption, des poursuites pénales ont été engagées contre Hennadiy Trukhanov, Volodymyr Galanternyk et plusieurs entrepreneurs d’Odesa. Cette affaire, connue sous le nom de « dossier d’Odesa », a été marquée par des controverses et des allégations de violations des droits des personnes mises en cause.
En 2023, Gizo Uglava a été démis de ses fonctions au sein des agences anti-corruption ukrainiennes à la suite d’un scandale de corruption lié à l'affaire dite de la « fuite sur les marchés de la construction routière ». Les médias ukrainiens ont également rapporté que le maire Trukhanov avait directement accusé Uglava d’avoir sollicité un pot-de-vin.

### Philanthropie
En 2015, Volodymyr Galanternyk a fondé la Fondation caritative MIR afin de soutenir les familles à faible revenu, les enfants de soldats ayant défendu l’Ukraine lors de l’opération antiterroriste (ATO) et de l’invasion à grande échelle, ainsi que les orphelins et les enfants en situation de handicap. La fondation intervient principalement à Odesa, où elle apporte une aide aux orphelinats et aux institutions accueillant des personnes en situation de handicap.
Parmi ses initiatives figurent le transfert d’enfants de familles nombreuses vers la Moldavie, la Pologne et la Slovaquie, la fourniture d’une aide humanitaire aux familles touchées par l’attaque de Boutcha, l’évacuation d’enfants de Marioupol vers des régions plus sûres, la collaboration avec des centres d’aide aux personnes déplacées à Odesa et le soutien aux familles affectées par les frappes de missiles et de drones visant des immeubles résidentiels de la ville.
De plus, la fondation assure un soutien mensuel aux mères célibataires élevant des enfants autistes et vient en aide aux familles de journalistes contraints de fuir Kherson, Marioupol, Zaporijjia et Mykolaïv en raison de la guerre. Au fil des années, elle a organisé plus de 100 événements caritatifs et continue de fournir une assistance matérielle régulière, notamment des produits d’hygiène, des vêtements, du linge de lit et des denrées alimentaires.
En 2025, la Fondation caritative MIR a organisé une vente aux enchères caritative à Vienne, mettant en vedette des peintures réalisées par des filles d’un orphelinat d’Odessa. Les recettes de l’événement ont été utilisées pour soutenir les enfants touchés par la guerre en Ukraine,.

## Vie personnelle
Volodymyr Galanternyk est associé à la créatrice de mode britannique Natalia Zinko. Celle-ci accorde fréquemment des interviews, et sa marque, Natasha Zinko, est représentée dans le prestigieux grand magasin londonien Harrods. Ses créations ont été portées par des célébrités américaines telles que Beyoncé et Jennifer Lopez. Avec plus de 150 000 abonnés sur les réseaux sociaux, Zinko a été reconnue par le magazine ELLE comme une figure influente du street style,.